# Monte Cinto
Der Monte Cinto (korsisch Cintu) ist mit 2706 Metern Höhe der höchste Berg der Mittelmeerinsel Korsika, er liegt im Cinto-Massiv im nordwestlichen korsischen Hochgebirge. Der Berg sendet nach Nordosten und Südwesten ausgeprägte Grate und wird wegen seiner guten Rundsicht sowohl im Sommer, als auch im Winter oft bestiegen. Die erste dokumentierte touristische Besteigung des Cinto hat am 6. Juni 1882 durch den französischen Alpinisten Edouard Rochat stattgefunden. Am 26. Mai 1883 erreichten Francis Fox Tuckett, Edward Theodore Compton und der Bergführer Henri Dévouassoud den Gipfel.

## Lage, Umgebung und Geologie
Das Cinto-Massiv liegt im Nordwesten des korsischen Hochgebirges im Département Haute-Corse. Im Nordwesten fällt der Cinto in das Asco-Tal ab, im Süden liegt das Tal des Golo. Ein bedeutender benachbarter Berg ist im Nordosten der 2583 Meter hohe Capu a u Verdatu, südwestlich liegt die Punta des Eboulis mit 2607 Metern Höhe. Südlich unterhalb liegt der See Lac du Cinto. Der Monte Cinto ist Teil einer komplexen, tief erodierten Vulkan-Caldera aus dem Karbon bis Perm und besteht aus vielfältigem Gestein. Unterschiedliche Granite in verschiedenen Farben sowie Rhyolithe sind die Bestandteile des Cinto. Die nächstgelegene bedeutende Siedlung ist Albertacce, das etwa viereinhalb Kilometer Luftlinie in südöstlicher Richtung im Tal des Golo liegt.

## Touristische Erschließung
Da der Cinto in der Nähe des Fernwanderweges GR 20 liegt, wird er oft vom südwestlich gelegenen Réfuge Tighiettu, (Réfuge: Schutzhütte) aus entlang der Schlucht Ravin de Valle di Stagni und der Bocca Crucetta (Bocca: Bergsattel) in etwa vier Stunden Gehzeit bestiegen. Ein kürzerer Anstieg ist vom südöstlich gelegenen Réfuge de l'Ercu (1667 m), oberhalb von Albertacce, aus möglich. Dies war auch der Weg der Erstbesteiger. Von Haut Asco, im Winter ein Skistützpunkt, wird der Cinto aus nordwestlicher Richtung in etwa sechs Stunden begangen. Alle Anstiege führen in leichter Kletterei teilweise über Blockwerk.